# Avella despiciens
Avella despiciens är en spindelart som beskrevs av O. Pickard-Cambridge 1877. Avella despiciens ingår i släktet Avella och familjen Deinopidae. Inga underarter finns listade.